# بنیاد بلندر
بنیاد بلندر موسسه غیر انتفاعی‌ای است که مسئولیت انتشار نرم‌افزار آزاد بلندر را بر عهده دارد. نرم‌افزار بلندر در طراحی‌های سه بعدی و انیمیشن‌سازی کاربرد دارد.
این بنیاد تاکنون چند انیمیشن مختلف مانند سینتل، بیگ باک بانی و رویای فیل‌ها را نیز توسط نرم‌افزار بلندر ساخته و منتشر کرده‌است.
مدیر کنونی موسسه، تون روسنتال، سازنده بلندر است و مقر شرکت در آمستردام، هلند قرار دارد.

## پیوند
- وب‌گاه رسمی